# Holothuria poli
Concombre de mer à points blancs, Concombre de mer ensablé
Espèce
Statut de conservation UICN

 LC  : Préoccupation mineure
Le concombre de mer à points blancs ou concombre de mer ensablé (Holothuria poli) est une espèce de concombres de mer de la famille des Holothuriidae, courante en Méditerranée.

## Description
C'est une holothurie cylindrique en forme grossière de concombre, mesurant jusqu'à 25 cm de long pour 5 cm de large. La bouche est située à l’extrémité antérieure, et est entourée d'une vingtaine de tentacules buccaux, alors que le cloaque est situé à l'autre extrémité. Sa peau contractile est irrégulière et rugueuse, constellée de tubercules et de rides ; elle apparaît généralement très sombre, avec une coloration plus ou moins homogène. Le plus souvent, elle sécrète un mucus qui agglomère sur sa peau du sable, des algues et toutes sortes de débris, lui permettant de se camoufler ou de décourager les éventuels prédateurs (voire de se protéger du soleil à faible profondeur). Elle ne possède pas de tubes de Cuvier. Sa face ventrale est largement tapissée de podia blancs, qui sont les organes de la locomotion.

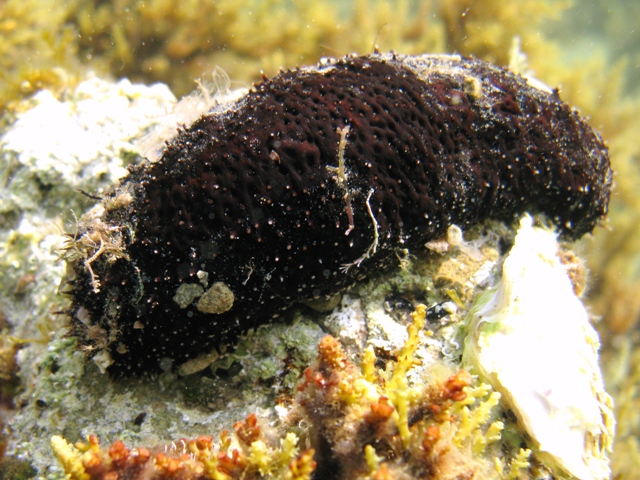
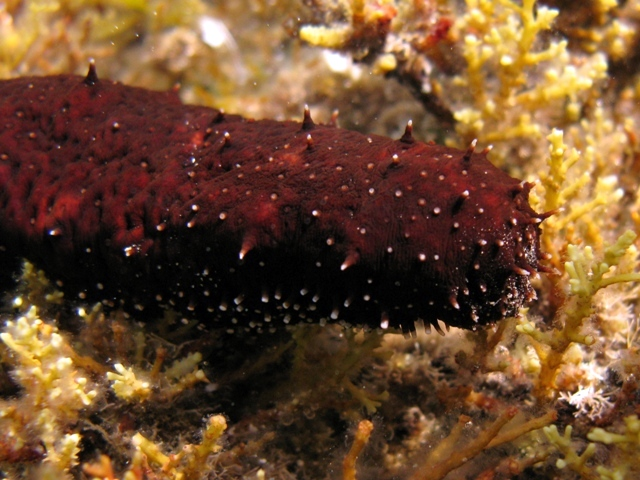

On peut très facilement la confondre avec ses cousines Holothuria tubulosa (également très commune, mais plus grande et presque jamais couverte de gros débris), Holothuria forskali (qui possède des tubes de Cuvier et n'est pas rétractile) et Holothuria sanctori (au tégument rêche). Holothuria poli est reconnaissable à sa couleur uniforme et identique pour les deux faces, et à ses petits podia à disque blanc. 

## Habitat et répartition
Cette espèce vit en Méditerranée et en Atlantique nord-est. On la trouve sur une assez large gamme de fonds, rocheux à sableux mais principalement dans les herbiers de posidonies, de la surface à une vingtaine de mètres de profondeur, parfois plus. C'est l'holothurie classique des plages de sable.

## Écologie et comportement
Comme toutes les holothuries de son ordre, cette espèce se nourrit en ingérant le substrat sableux, qu'elle trie grossièrement et porte à sa bouche à l'aide de ses tentacules buccaux pour en digérer les particules organiques.
La reproduction est sexuée, et la fécondation a lieu en pleine eau après émission synchronisée des gamètes mâles et femelles. La larve évolue parmi le plancton pendant quelques semaines avant de se fixer pour entamer sa métamorphose.

## Holothuria poliet l'Homme
Cette espèce est comestible (de faible valeur culinaire) une fois vidée et bien préparée, mais n'est pas traditionnellement pas consommée en Méditerranée. Une activité de pêche à destination de l'exportation vers l'Asie du Sud-Est s'est mise en place en Turquie, mais demeure d'ampleur modeste. En conséquence, cette espèce encore très commune et abondante n'est pas considérée comme menacée par l'UICN.
En raison de sa forme, elle est appelée en Corse « catzu marinu ».